# Противолодочная оборона США в 1962 году

Карта передвижения кораблей ВМФ США во время Карибского кризиса, 22.10.1962

Противолодочная оборона США в 1962 году — средства борьбы с подводными лодками и тактика их применения, существовавшие в США в 1962 году на момент возникновения Карибского кризиса.

## Введение

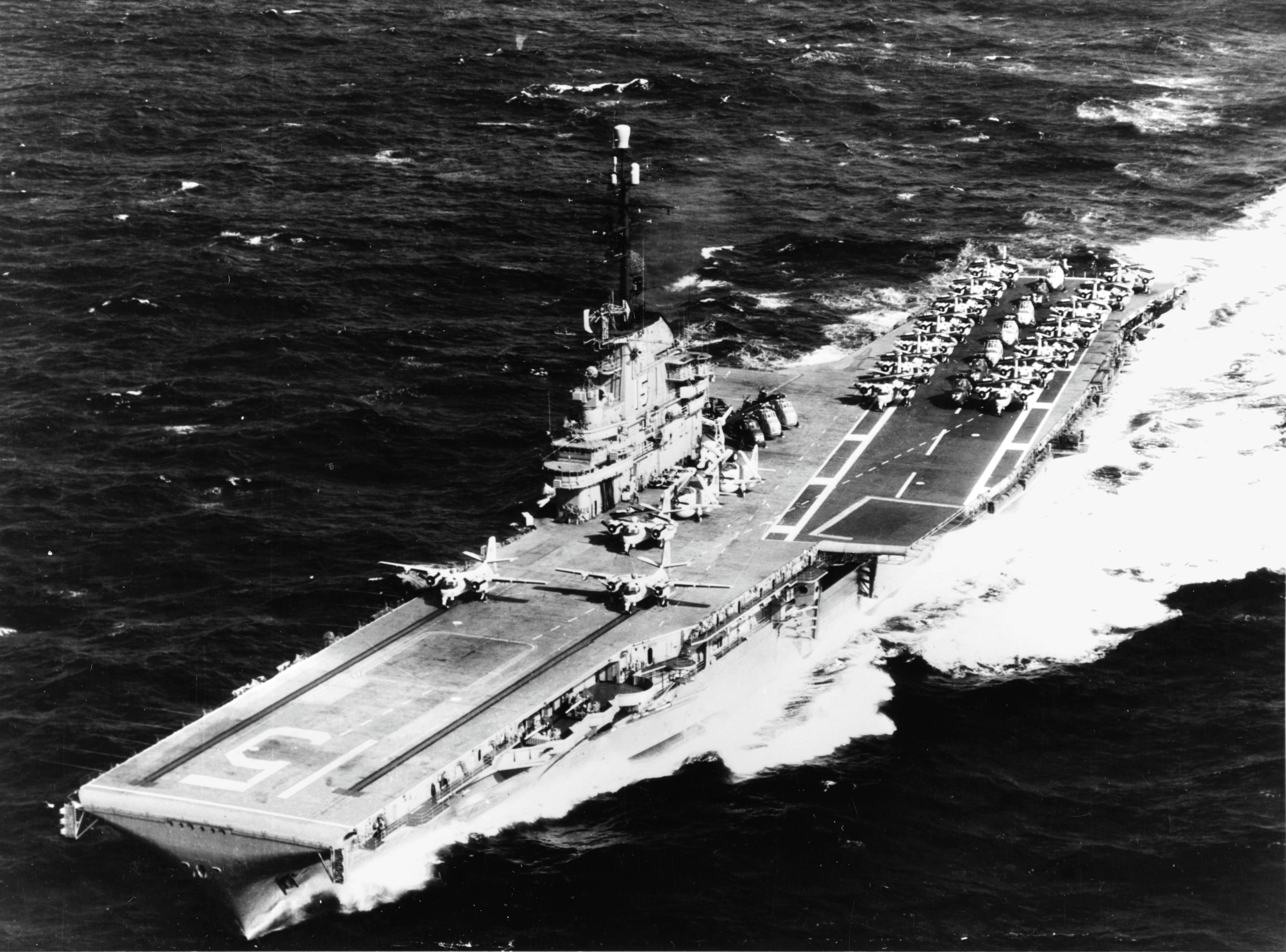
Противолодочный авианосец CVS-15 «Рэндольф»

Карибский ракетный кризис 1962 года был интересен примечательным, но малоизвестным событием — 4 дизельные подводные лодки Северного флота (проект 641, обозначение НАТО — «Фокстрот»), преодолев расстояние от Баренцева до Карибского моря, появились у берегов Кубы с целью сорвать попытку блокады острова, предпринятую ВМФ США. В поиске и преследовании этих лодок участвовали 85 % противолодочных сил Атлантического флота США, включая поисково-ударные группы, в составе которых находились 4 противолодочных авианосца.
Во время Карибского кризиса случилось одно из немногих столкновений противолодочных сил США с советскими подводными лодками в реальной боевой обстановке.

## Стратегическая ситуация
Главной угрозой для США считалось советское ядерное оружие. Поскольку советские подводные лодки являлись носителями ядерного оружия, то главной оборонительной задачей флота было недопущение советских субмарин к побережью США на дальность пуска ядерной ракеты. Основные средства выделялись на развитие противолодочной обороны, ассигнования на другие флотские задачи были относительно невелики.
Поскольку характеристики и возможности дизельных и атомных лодок чрезвычайно различны, американское ПЛО неформально разделялась на две части. Одна часть (базовые патрульные самолёты и поисково-ударные группы) предназначалась для поиска дизельных лодок, другая (система глобального обнаружения SOSUS, противолодочные субмарины и базовая патрульная авиация) — должна была обнаруживать АПЛ.

## Обнаружение

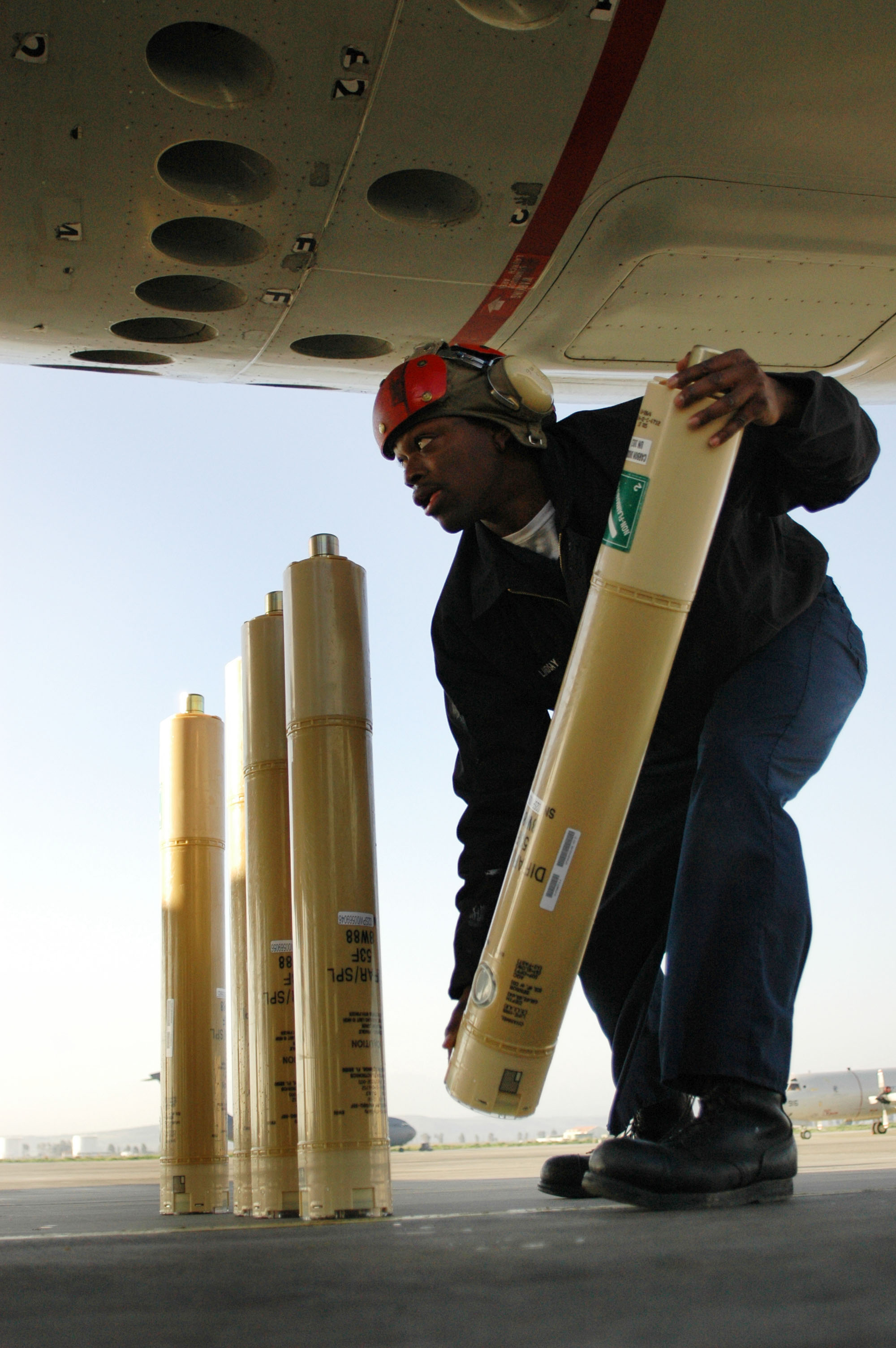
Гидроакустические буи перед загрузкой в противолодочный самолёт

### Особенности поиска дизельных подводных лодок
На предельно близком расстоянии (около 5 км) они обнаруживались активными сонарами эсминцев или датчиками магнитных аномалий (менее 1 км), установленными на патрульных самолётах.
Пока лодка находится под водой (или под РДП, но в радиусе нескольких десятков миль нет патрульного самолёта), обнаружить её было практически невозможно. Во время хода под РДП дизельные лодки обнаруживались патрульными самолётами (радаром по шноркелю на расстоянии 15—20 миль) или противолодочными субмаринами (пассивным сонаром по шумам дизеля и турбулентным шумам шноркеля, рассекающего поверхность воды). Кроме того, патрульные самолёты несли сбрасываемые гидроакустические буи, однако локализовать её с их помощью удавалось редко, так как дальность их действия была очень мала. Поскольку противолодочные субмарины не патрулируют в океане через каждые 20 миль, единственным реальным средством обнаружения были патрульные самолёты. С первого захода вывести эсминец на дистанцию обнаружения было чрезвычайно сложно, поскольку найденная радаром лодка определяла наличие поискового сигнала и погружалась. Противолодочные самолёты барражировали в этом районе ожидая повторного всплытия субмарины. В результате нескольких последовательных всплытий эсминцу удавалось обнаружить лодку сонаром.

### Особенности поиска атомных подводных лодок
Так как шумы атомных лодок на несколько порядков превосходят шумы дизельных (постоянно шумят вращающиеся механические устройства, такие как насосы системы охлаждения ядерного реактора, сильны кавитационные шумы винтов и турбулентные шумы при высокой скорости подводного хода), дальность обнаружения атомной лодки 1-го поколения глобальной системой гидрофонов SOSUS по шумам составляла несколько тысяч километров. Тактические силы обнаруживали атомные подводные лодки аналогичным образом: противолодочные субмарины — пассивными сонарами, патрульные самолёты — гидроакустическими буями, чувствительности которых хватало для обеспечения локализации и определения по данным от двух пар буёв координат лодки.
В 1962 г. антенны SOSUS были только на обоих побережьях США, на Барбадосе и Гавайях. Патрулирование противолодочных субмарин на рубеже Гренландия-Исландия-Великобритания, через который советские лодки проходят в Атлантику, не производилось из-за недостаточного количества кораблей. Противолодочные заслоны из лодок и патрульных самолётов выставляются ситуативно (например, во время Карибского кризиса заслон из 10 лодок был поставлен в районе о. Ньюфаундленд).
Система SOSUS определяет район вероятного нахождения лодки и сообщает его тактическим противолодочным силам. Более точным поиском обычно занимается патрульный самолёт. Противолодочные субмарины из-за проблем со связью и трудностей взаимодействия с другими силами действуют практически автономно.
Патрульные самолёты сбрасывали в указанных районах гидроакустические буи так, чтобы зоны их действия перекрывали возможные местонахождения лодки. Первыми устанавливались направленные буи системы Jezebel, определявшие сам факт наличия лодки и выдававшие ориентировочное направление на контакт. Вторую очередь составляли буи системы Codar, пара которых по относительному запаздыванию звука определяла направление на лодку, а две пары совместно — координаты лодки. Существовали ещё буи системы Julie, которые работали по принципу активного сонара. Источником звука служили т. н. практические заряды (по сути, маленькие глубинные бомбы). Принцип определения координат — как у буёв Codar, по относительному запаздыванию эха. Во время Карибского кризиса практические заряды применялись несколько раз, правда по большей части как сигнал подводной лодке всплыть.

## Противолодочная борьба

### Противостояние дизельным подводным лодкам

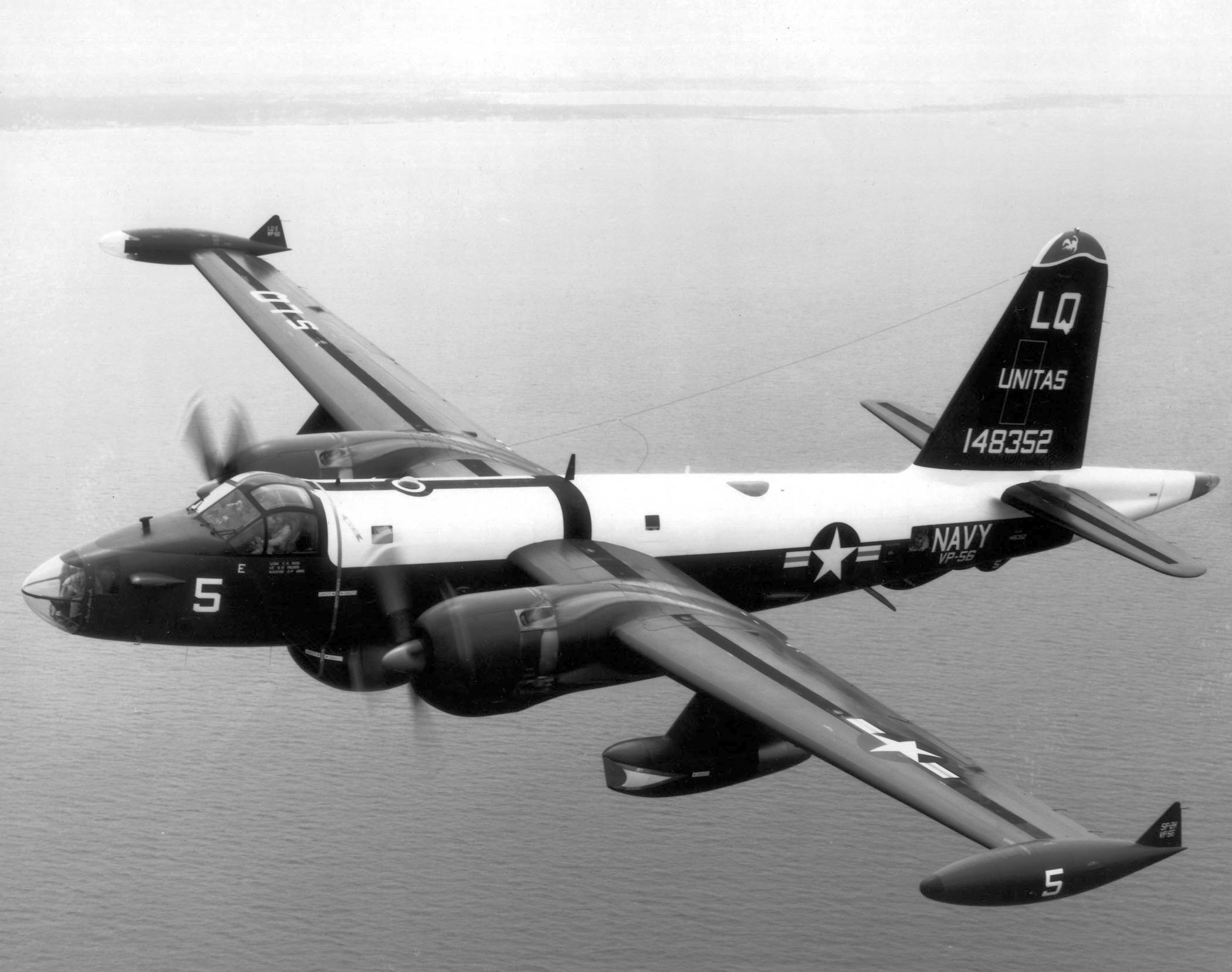
Патрульный противолодочный самолёт P-2H «Нептун»

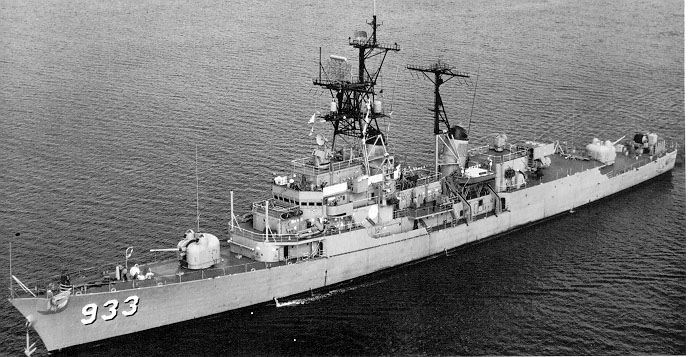
Эсминец DD-933 «Бэрри» типа «Форрест Шерман»

После обнаружения субмарины эсминцем, он преследует её, поддерживая гидроакустический контакт, пока она не будет вынуждена всплыть, либо пускает противолодочную торпеду на поражение.
В охранении авианосной группы эсминцы идут сплошным строем, перекрывая сонарами всё пространство вокруг авианосца, таким образом при атаке авианосца лодка не могла избежать вхождения в зону действия сонаров.

### Противолодочные средства
- Система SOSUS;

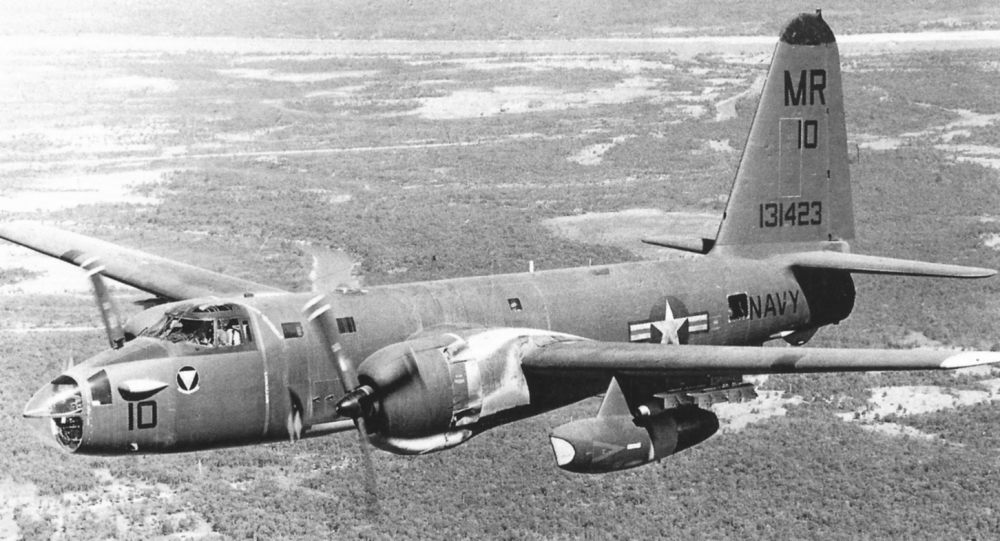
Базовый патрульный самолёт OP-2E «Нептун»

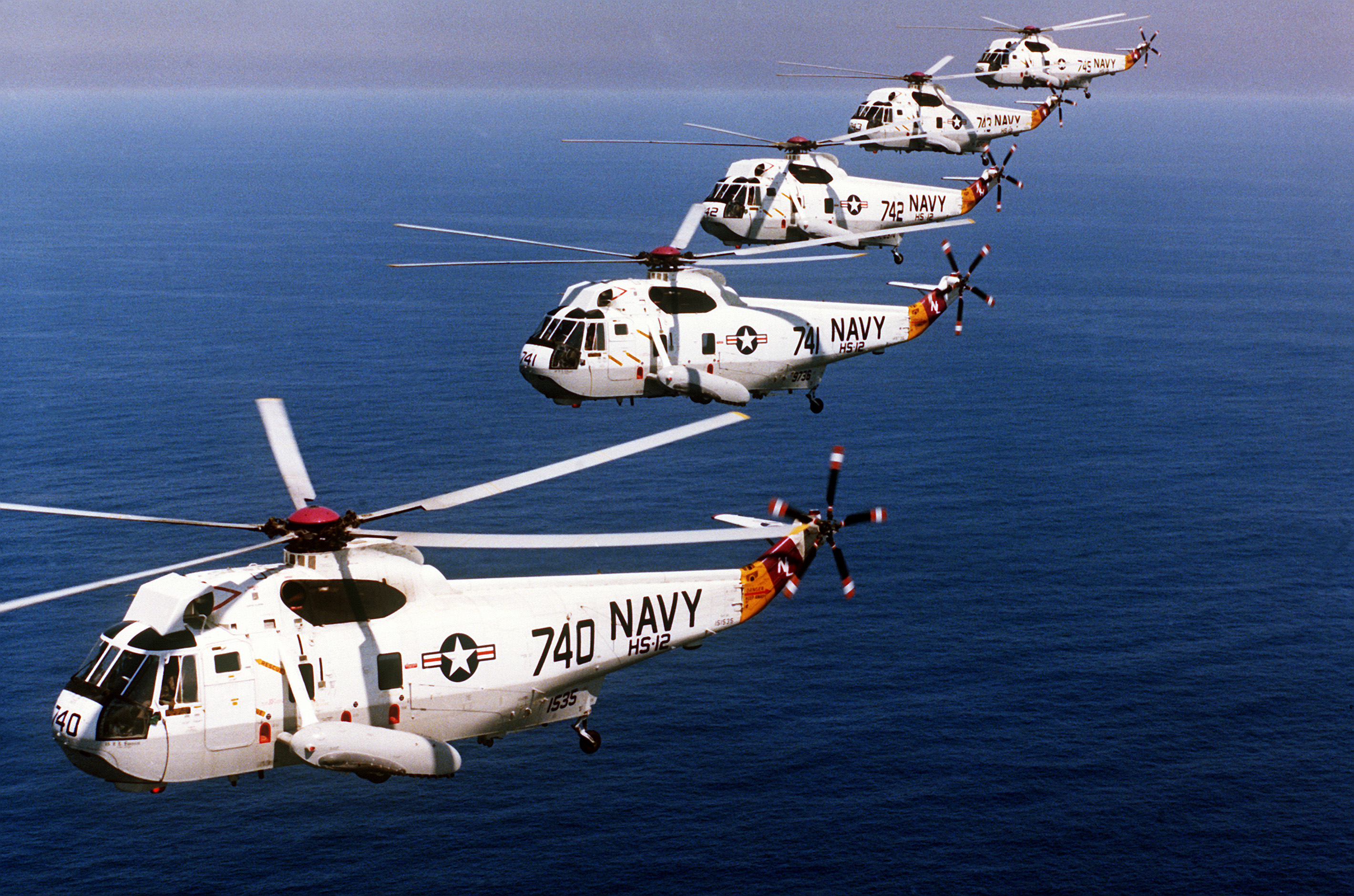
Вертолёты SH-3 «Си Кинг»

- Базовые патрульные самолёты P-2 «Нептун»;
- Поисково-ударные группы;
- Противолодочные авианосцы;
- Противолодочный вертолёт SH-3 «Си Кинг»;
- Палубный противолодочный самолёт S-2 «Трекер»;
- Эсминцы;
- Радары;
- Гидролокаторы;
- Гидроакустические буи AN/SSQ-2;
- Детектор магнитных аномалий AN/ASQ-8;
- Газоанализатор AN/ASR-3;
- Противолодочные торпеды;
- Глубинные бомбы.

### Поисково-ударные группы

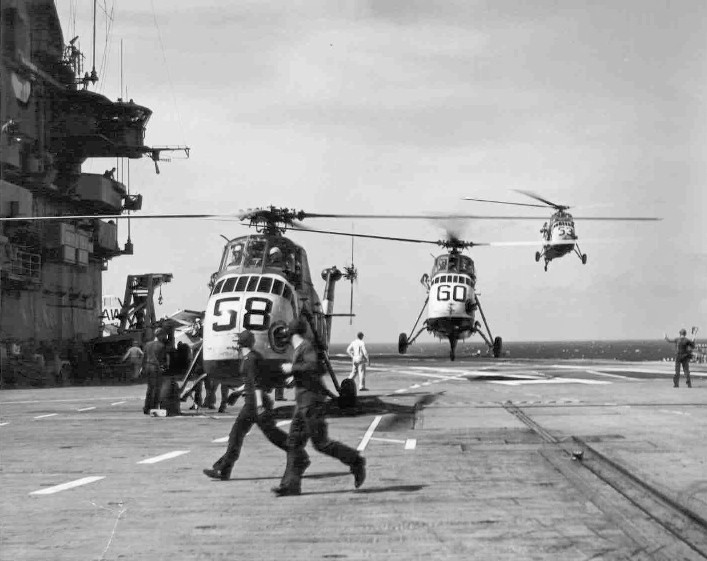
Противолодочные вертолёты HSS-1 (SH-34)

Поисково ударная группа (Hunter-Killer Group, HUK) в 1962 представляет собой авианосный дивизион в составе противолодочного авианосца, двух дивизионов эсминцев (8 эсминцев) и судов снабжения. По мере необходимости к ударной группе приписываются подводные лодки и минно-тральные силы. Группа находится в тесном взаимодействии с другими противолодочными силами, в первую очередь — с базовой патрульной авиацией.
На начало 1962 года в ВМФ США существовало 7 поисково-ударных групп, из них 4 в Атлантическом океане и 3 — в Тихом. Целями поисково-ударной группы являлись:
- Защита коммерческого судоходства;
- Защита военно-морских сил всех типов;
- Защита территории США от ракет подводного базирования;
- И, наконец, просто обнаружение, преследование и уничтожение вражеских подводных лодок.

Противолодочные авианосцы представляли собой переоборудованные ударные авианосцы типа «Эссекс», на которых базировались противолодочные авиагруппы. Типовой состав такой авиагруппы — две эскадрильи противолодочных самолётов S-2 «Трекер», эскадрилья противолодочных вертолётов HSS-1N «Сибэт» и звено самолётов ДРЛО E-1 «Трейсер» или AD-5W «Скайрейдер».

### Противолодочные авианосцы

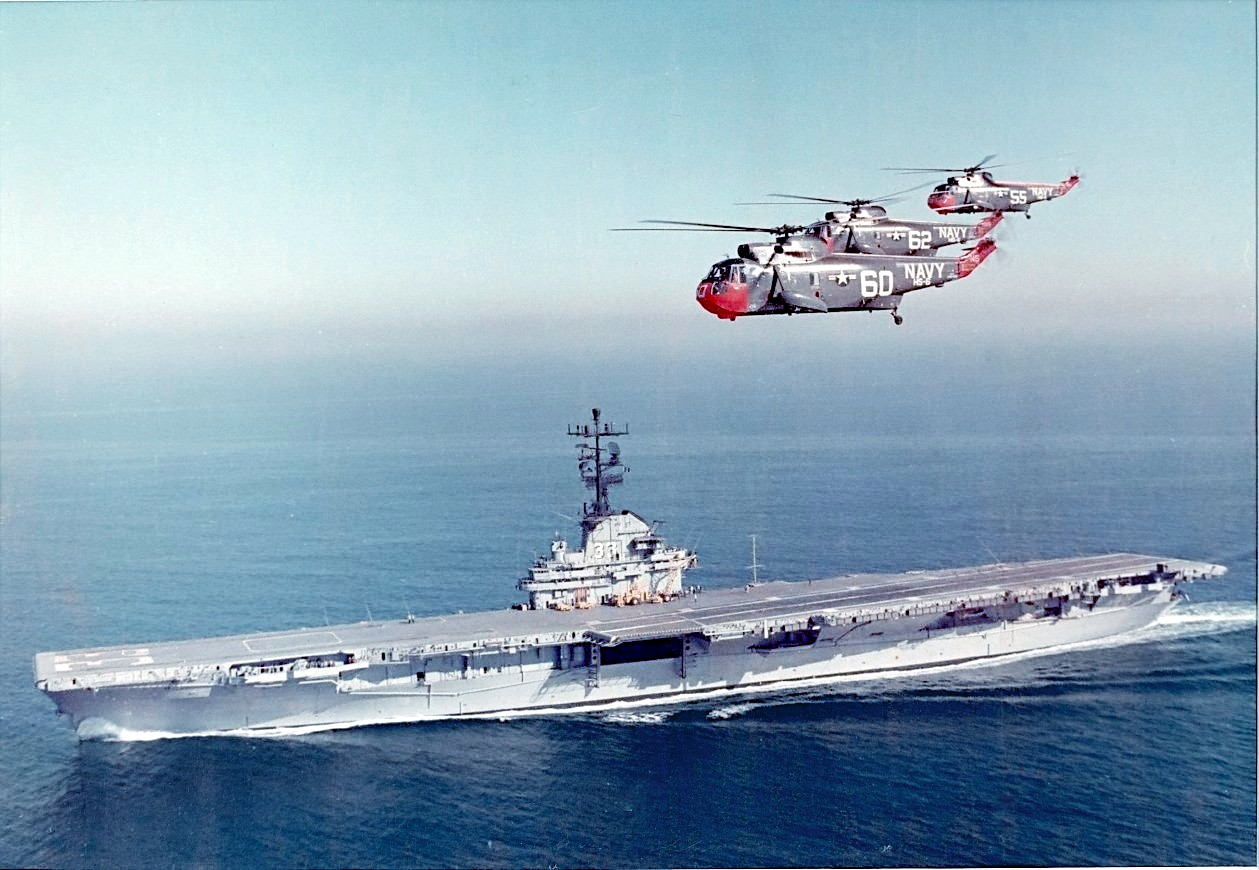
Противолодочный авианосец CVS-33 «Керсадж» и вертолёты SH-3A «Си Кинг»

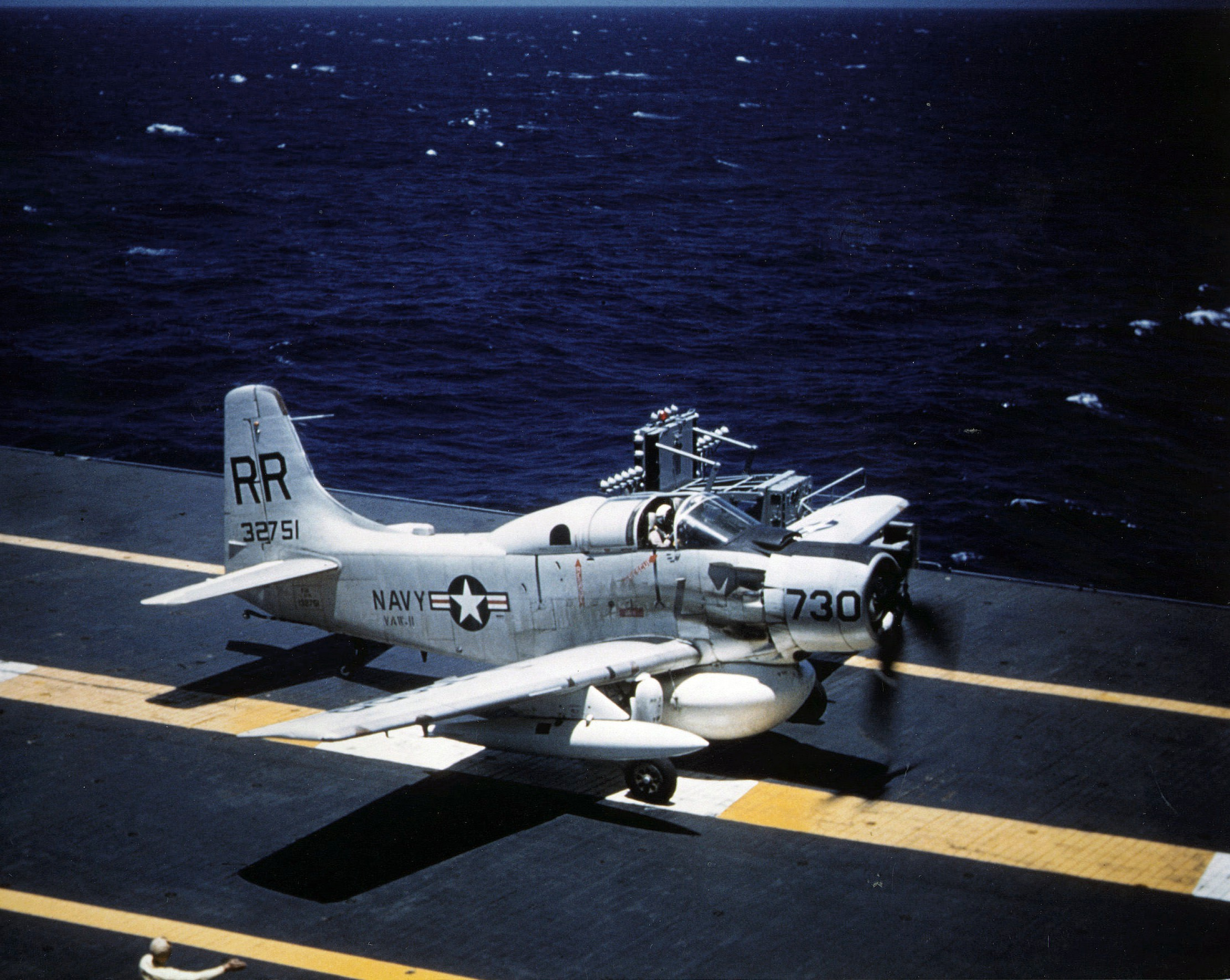
Самолёт ДРЛО AD-5W «Скайрейдер»

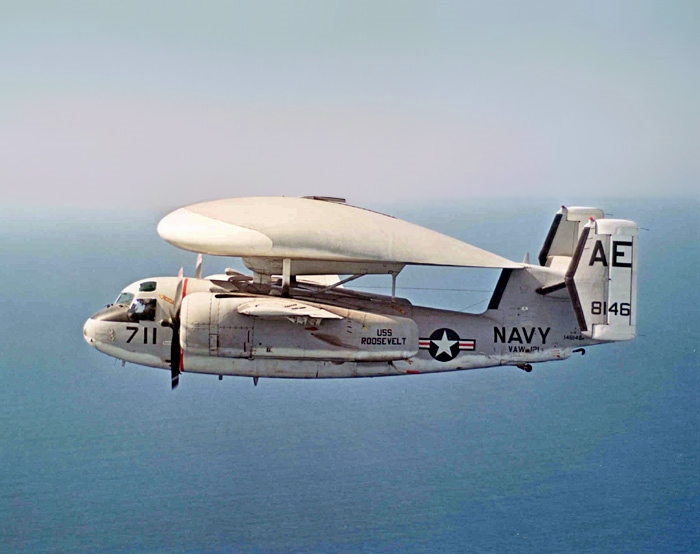
Самолёт ДРЛО E-1B «Трейсер»

В конце 1950-х — начале 1960-х годов в связи с возросшей угрозой со стороны советских подводных лодок, оснащённых ракетным оружием, в ВМФ США было принято решение об организации противолодочных поисково-ударных групп, ядром которых должны были стать противолодочные авианосцы.
В качестве противолодочных использовались авианосцы типа CV-9 «Эссекс» времён Второй мировой войны, которые по мере вступления в строй новых авианосцев переклассифицировались в CVS.
Всего в противолодочные были переклассифицированы 21 авианосец типа «Эссекс» и авианосец CV-6 «Энтерпрайз» типа «Йорктаун».
Преобразование ударного авианосца в противолодочный заключалось в изменении состава его авиагруппы. Типовая авиагруппа противолодочного авианосца состояла из следующих самолётов:
| Назначение                                    | Тип                                  | Количество |
| --------------------------------------------- | ------------------------------------ | ---------- |
| Противолодочный самолёт                       | S-2 «Трекер»                         | 20—40      |
| Противолодочный вертолёт                      | SH-3 «Си Кинг» или HSS-1N «Сибэт»    | 16—20      |
| Самолёт дальнего радиолокационого обнаружения | E-1 «Трейсер» или AD-5W «Скайрейдер» | 4—5        |
| Транспортный самолёт                          | C-1 «Трейдер»                        | 0—1        |

В 1962 году в составе ВМФ США находились следующие противолодочные авианосцы:
| Авианосец      | Номер  | Годы службы в качестве CVS |
| -------------- | ------ | -------------------------- |
| Essex          | CVS-9  | 1960-1969                  |
| Yorktown       | CVS-10 | 1958-1970                  |
| Intrepid       | CVS-11 | 1962-1974                  |
| Hornet         | CVS-12 | 1958-1970                  |
| Randolph       | CVS-15 | 1959-1969                  |
| Lexington      | CVS-16 | 1962-1969                  |
| Wasp           | CVS-18 | 1956-1971                  |
| Bennington     | CVS-20 | 1959-1970                  |
| Kearsarge      | CVS-33 | 1958-1970                  |
| Lake Champlain | CVS-39 | 1957-1966                  |

### Палубный противолодочный самолёт S-2 «Трекер»

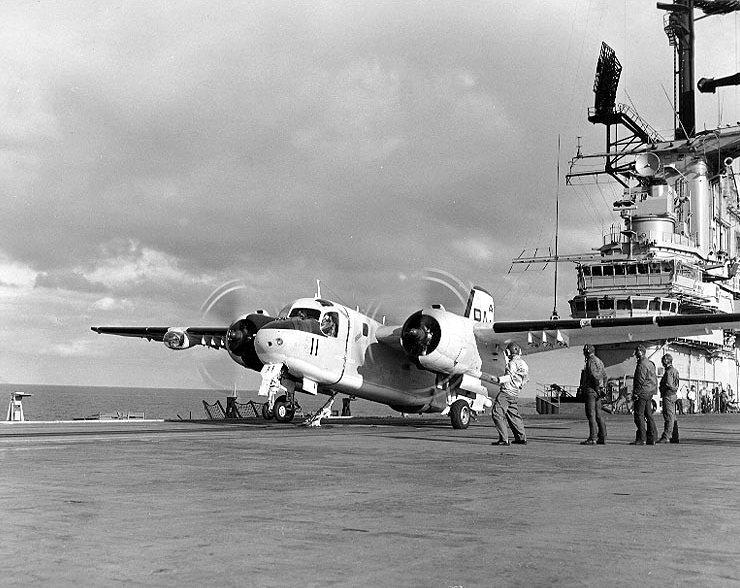
Противолодочный самолёт S-2 «Трекер» перед взлётом с авианосца CVS-20 «Беннингтон»

S-2 «Трекер» — первый американский палубный самолёт, сочетавший функции обнаружения и уничтожения подводных лодок. Применялся в ВМФ США с 1954 по 1976 год. Авиагруппы противолодочных авианосцев включали 2—4 эскадрильи S-2 по 8-10 самолётов в каждой.
Самолёт был способен патрулировать в течение 9 часов. В бомбовом отсеке нёс 2 противолодочные торпеды (Mk 34, Mk 41 или Mk 43) или глубинные бомбы Mk 54. Имел также 6 внешних подкрыльевых подвесок для того же оружия. В случае необходимости мог нести ядерную глубинную бомбу Mk 57 или Mk 101. Имел гнёзда для 32 гидроакустических буёв системы Jezebel/Julie и практические глубинные заряды в качестве источника звука для буёв типа Julie.

### Гидроакустические буи AN/SSQ-2

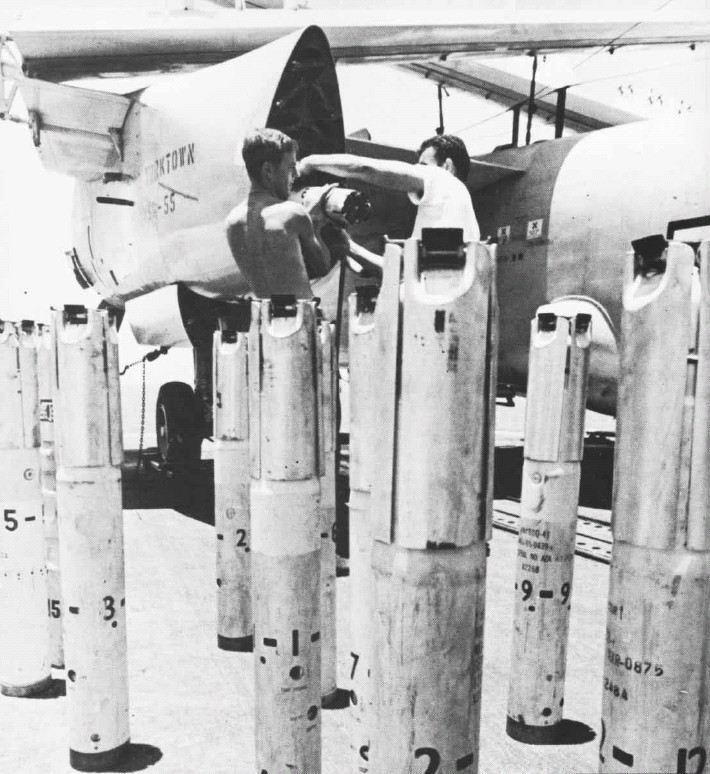
Загрузка гидроакустических буёв в противолодочный самолёт S-2 «Трекер»

Гидроакустический буй представляет собой миниатюрную гидроакустическую станцию, которая сбрасывается на парашюте в зоне вероятного нахождения вражеской подводной лодки с целью подтверждения факта её присутствия и определения координат. При падении в воду активизируется источник питания буя (как правило, это аккумулятор, заполняемый забортной водой), из цилиндрического поплавка на установленную глубину опускается гидрофон, который улавливает акустические сигналы от различных источников и передаёт их на самолёт-носитель по УКВ-радиоканалу.
В начале 1960-х годов в ВМФ США применялся гидроакустический буй AN/SSQ-2, который выполнял функцию приёмника и передатчика акустической информации. Однако при единообразии принимающей и передающей части, буи отличались алгоритмами обработки принятой акустической информации. Приём и обработка информации осуществлялась находящимися на носителе специальными устройствами, называемыми рекордерами (Recorder). Применялись рекордеры AN/AQA-3 для обработки информации по методу Julie (активное зондирование при помощи практических зарядов) и AN/AQA-4, AN/AQA-5 по методу Jezebel(пассивное узкополосное прослушивание).
Метод Jezebel был основан на выделении в спектре частот акустического сигнала узких полос, характерных для шумов различной природы, издаваемых различными типами кораблей и подводных лодок. Благодаря узкополосной фильтрации метод обладает высокой чувствительностью, малым отношением сигнал/шум, позволяет обнаруживать цели на расстоянии нескольких десятков миль и идентифицировать их, однако не даёт ни направления на цель, ни ориентировочного расстояния до неё.
Метод Julie представляет собой активную гидроакустическую локацию, источником звука для которой служит взрыв практического заряда (небольшой глубинной бомбы), сбрасываемой с самолёта. Метод предполагает использование пары буёв. Измерение времени прихода отражённого сигнала на каждый из буёв позволяет осуществить триангуляцию и вычислить координаты цели. В координатах цели, однако, существует неоднозначность, устранение которой требует наличия третьего буя или уточнения положения лодки при помощи магнитного детектора. Недостатком метода является применение глубинных зарядов на стадии обнаружения и как следствие отсутствие фактора внезапности при атаке лодки.
Применяемые в США буи типоразмера А (длина 914 мм, диаметр 124 мм) перед взлётом устанавливаются в специальных гнёздах летательного аппарата. В противолодочных самолётах S-2 «Трекер» гнёзда располагаются горизонтально в задней части мотогондол (8-16 гнёзд в каждой мотогондоле в зависимости от модели), в самолётах P-2 «Нептун» — вертикально в нижней части фюзеляжа.

### Детектор магнитных аномалий AN/ASQ-8

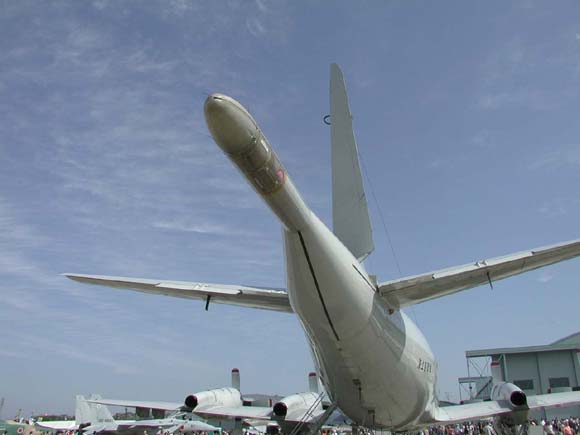
Детектор магнитных аномалий в хвостовой части противолодочного самолёта

Детектор магнитных аномалий (Magnetic anomaly detector, MAD) представляет собой устройство, позволяющее на небольшом расстоянии (300—500 м) обнаружить подводную лодку или другой объект сравнимых размеров, сделанный из ферромагнитного материала (стали). В начале 1960-х годов магнитный детектор — один из немногих способов достаточно точно установить локализацию лодки, находящейся в подводном положении.
Магнитометр как правило применялся для уточнения положения лодки, приблизительные координаты которой установлены другими методами. Точность определения координат при помощи магнитометра была достаточна для применения противолодочного оружия — глубинных бомб или самонаводящихся торпед.
В начале 1960-х годов в ВМФ США применялся магнитометр AN/ASQ-8. Он устанавливался на противолодочных самолётах P-2 «Нептун» и S-2 «Трекер» на выдвижной штанге длиной около 5 м (для устранения влияния собственного магнитного поля) в хвостовой части под горизонтальным рулём. Применялся также на противолодочных вертолётах и кораблях в виде буксируемого устройства.
С 1960 года начала внедряться более современная модель магнитного детектора — AN/ASQ-10.

### Газоанализатор AN/ASR-3
Газоанализатор (Exhaust Trail Indicaior, ETI) позволяет обнаруживать дизельные подводные лодки по выхлопным газам, образующимся при работе дизеля. Принцип действия газоанализатора — измерение концентрации угарного газа (CO) в забортном воздухе.
Для обнаружения подводной лодки необходимо, чтобы она некоторое время шла на перископной глубине под РДП. Самолёт-носитель датчика должен при этом находиться на предельно малой высоте.
Следует отметить, что датчик обнаруживает не саму подводную лодку, а оставленный ею «хвост» отработанных газов. Поэтому успех обнаружения лодки зависит от погодных условий и времени, когда был оставлен «хвост». При хороших погодных условиях следующая под РДП лодка обнаруживалась на расстоянии 500 м.
Газоанализаторы обычно выносились вперёд на длинной штанге, установленной на крыле или в передней части фюзеляжа самолёта, чтобы исключить влияние отработанных газов собственного двигателя.